# Konstantin Aspietes
Konstantin Komnenos Aspietes (mittelgriechisch Κωνσταντῖνος Κομνηνός ὀ Ἀσπιέτης; † nach 1216) war ein byzantinischer General armenischer Herkunft unter den Kaisern Manuel I. und Isaak II.

## Leben
Der Sebastos Konstantin Aspietes war vermutlich ein naher Verwandter des Generals Michael Aspietes, der 1176 im Krieg gegen die Seldschuken ums Leben kam. Wie dieser war er 1167 als junger Truppenführer an der Schlacht bei Sirmium beteiligt, in der das Heer Manuels I. den ungarischen König Stephan III. besiegte.
Um 1191 übernahm Konstantin Aspietes als Dux von Skopje ein Kommando im Krieg gegen die aufständischen Bulgaren und Kumanen unter Theodor-Peter und Iwan Assen. Dem Geschichtsschreiber Niketas Choniates zufolge ließ Aspietes, um die Moral seiner Truppen zu heben, den jährlichen Sold vorzeitig auszahlen. Kaiser Isaak II. deutete dies allerdings als Bestechungsversuch zur Vorbereitung einer Usurpation, ließ den General verhaften und blenden.
Zuletzt wird Konstantin Aspietes von Erzbischof Demetrios Chomatianos als Sebastos in einer Liste der Würdenträger am Hof Theodors I. von Epirus erwähnt. Sein Verwandter Alexios Aspietes ließ sich 1205 in Philippopel gegen den bulgarischen Zaren Kalojan zum Kaiser ausrufen.